# La Défense

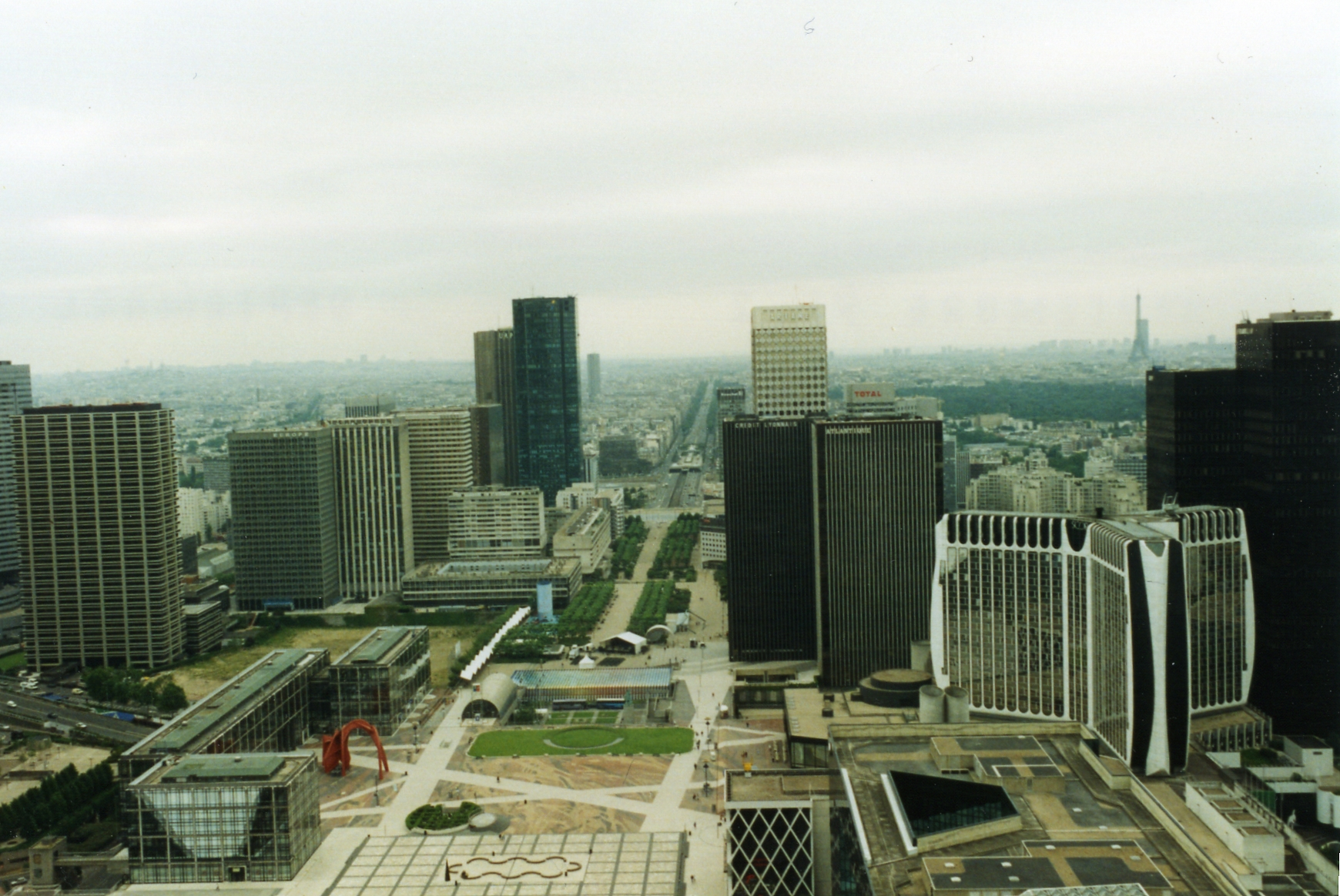
V La Défense jsou všechny budovy, které v Paříži místní obyvatelé nechtěli

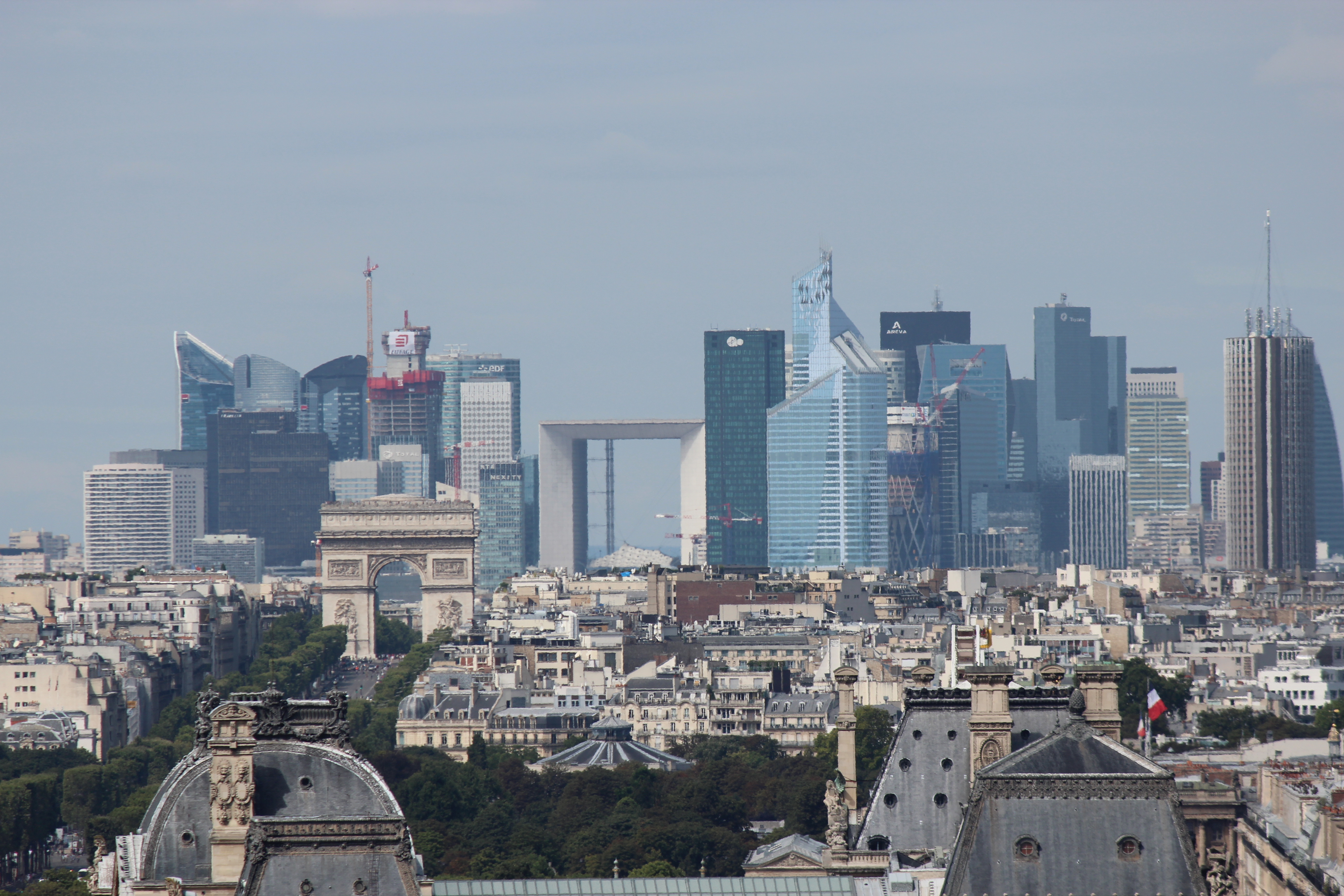
Pohled z věže Saint-Jacques

La Défense je název obchodní čtvrtě, která je charakteristická supemoderními stavbami a mrakodrapy. Leží na předměstí Paříže severozápadně od centra, s nímž je dopravně propojena linkou 1 a RER A. Administrativně patří do měst Courbevoie, Nanterre a Puteaux.

## Vznik a vývoj
Název čtvrti znamená česky obrana a odvozuje se od pomníku La Défense de Paris, který zde byl vztyčen na paměť vojáků, kteří bránili Paříž během prusko-francouzské války. Bronzová socha byla odhalena v roce 1883. Během počáteční výstavby čtvrti byla odstraněna a po dokončení prací zase vrácena na původní místo.
Vrcholek, na kterém se dnes tyčí La Grande Arche, se nazýval Chantecoq neboli Kohoutí zpěv. Již za vlády Ludvíka XV. byla pomyslná osa od Louvru přes dnešní Avenue des Champs-Élysées prodloužena až sem jako alej. Na vrcholku se až do 19. století nacházel větrný mlýn.
Oficiálně vznikla obchodní čtvrť založením společnosti Etablissement Public d'Aménagement de La Défense (Veřejný podnik pro výstavbu La Défense). V roce 1958 pak byl ze soukromých zdrojů postaven jako pilotní projekt výstavní palác CNIT neboli Centre des nouvelles industries et technologies (Centrum moderního průmyslu a technologií) a poté i další moderní budovy, tzv. První generace. Žádná z nich však po dokončení neměřila více než 100 m. První moderní kancelářskou stavbou zde byla až v roce 1966 Tour Nobel (nyní Tour Initiale). Na začátku 70. let zde začaly vznikat nové mrakodrapy, mrakodrapy druhé generace. Rychlý rozlet výstavby ale zastavila ropná krize v roce 1973. Třetí generace mrakodrapů se objevila o dalších deset let později. K výročí 200 let Velké francouzské revoluce roku 1989 byla otevřena La Grande Arche – Velký oblouk (též Archa), jež stojí v ose Avenue des Champs-Élysées. Po výstavbě Tour Montparnasse s výškou 210 m přímo v historické městské zástavbě v roce 1973 mohly být nové mrakodrapy v Paříži nadále stavěny už pouze zde. Tuto restrikci však v roce 2010 zrušilo nové nastavení stavebních výškových limitů umožňujících komerčním budovám dosahovat výšky až 180 m.
Středem La Défense prochází protáhlé náměstí – Esplanade de La Défense, pod nímž vede tunelem dálnice a metro z centra města. Pod Grande Arche se nachází od roku 1992 přestupní stanice mezi linkami metra, RER a tramvaje.

## Statistika
La Défense se rozkládá na ploše 160 ha a je rozdělena do 12 sektorů. Celkem se zde nachází na 3 milióny m2 obchodních ploch a 600 000 m2 obytných ploch. V podzemí je 25 000 parkovacích míst pro 150 000 zaměstnanců a 20 000 stálých obyvatel. Ve čtvrti je přes 10.000 bytů a zhruba 2600 hotelových pokojů. Mezi zdejšími 1600 zaměstnavateli je zastoupeno 14 z 20 největších francouzských firem a 13 z 50 největších koncernů světa.

## Mrakodrapy
- The Link (241 m)
- Tour First (231 m)
- Tour Hekla (220 m)
- Tour Majunga (194 m)
- Tour Saint-Gobain (178 m)
- Tour Trinity (167 m)
- Tour Carpe Diem (162 m)
- Cœur Défense (161 m)
- Tour Alto (160 m)
- Tour Égée (155 m)
- Tour Ariane (152 m)
- Tour Défense 2000 (134 m)
- Tour Eqho (131 m)
- Tour France (126 m)
- Tour Michelet (117 m)
- Tour Franklin (116 m)
- Tour Manhattan (110 m)
- Tour Initiale (109 m)
- L'archipel (106 m)
- Tour Landscape (101 m)
- Tour Eria (59,35 m)

## Vzdělávání
Paris La Défense sdružuje klastr Pôle universitaire Léonard-de-Vinci, IA Institut, EPITA a 4 obchodních škol: EDC Paris Business School, ESSEC Business School, ICN Business School a IÉSEG School of Management. Je také domovem European School of Paris-La Défense, mezinárodní základní a střední školy, která byla v roce 2020 akreditována jako evropská škola.